# Mechelle Lewis

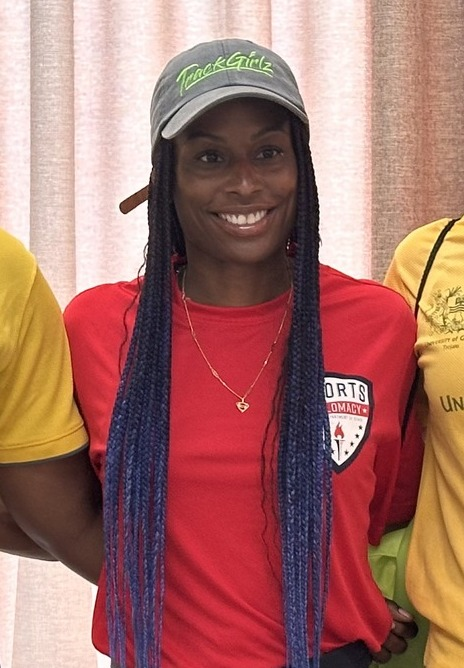
Mechelle Lewis, 2024

Mechelle Chanai Lewis (* 20. November 1980 in Fort Washington, Maryland) ist eine ehemalige US-amerikanische Sprinterin.
Lewis besuchte die Oxen Hill High School in Maryland und von 1988 bis 2004 die University of South Carolina, wo sie den Bachelor- und Masterabschluss im Fach Massenkommunikationsmedien bestand. Sie spielte anfangs Basketball und wechselte zum Frauenfußball und schließlich zum Sprint.
2007 gewann sie bei den Panamerikanischen Spielen in Rio de Janeiro Silber über 100 Meter und in der 4-mal-100-Meter-Staffel. Bei den  Weltmeisterschaften in Osaka schied sie über 100 Meter im Halbfinale aus.
Bei den Olympischen Spielen 2008 startete sie nur in der 4-mal-100-Meter-Staffel. Gemeinsam mit Angela Williams, Torri Edwards und Lauryn Williams schied sie nach einer Disqualifikation bereits im Vorlauf aus.

## Persönliche Bestzeiten
- 60 m (Halle): 7,23 s, 13. Februar 2009, Düsseldorf
- 100 m: 10,97 s, 27. Juni 2008, Eugene
- 200 m: 23,01 s, 24. Mai 2008, Provo